# Mondex
Mondex Sibiu este cel mai mare producător de ciorapi din România.
Compania fondată în 1927, a fost privatizată în 1997 prin metoda MEBO (cumpărarea de acțiuni de către angajați).
În prezent, pachetul majoritar de acțiuni este deținut de către directorul de import-export al companiei, Călin Bogdan Vârcolacu.
Începând din 2005, Mondex a dezvoltat o rețea națională de magazine, care a ajuns de la cinci unități în 2005 la peste 100 de magazine în 2009.
Compania sibiană, cu 700 de angajați în 2009, produce anual peste 12 milioane de perechi de șosete și aproximativ 9,6 milioane de ciorapi de damă.